# Hurdman (métro léger d'Ottawa)
Hurdman est une station intermodale de transport en commun située à Ottawa, en Ontario (Canada). La station permet la correspondance entre la ligne 1 de l'O-Train et les circuits d'autobus empruntant le Transitway du sud de la ville.
Ouverte en 1983 en tant que terminus d'autobus, la station est substantiellement modifiée de 2015 à 2019 afin d'accueillir une ligne de train léger.

## Emplacement
Située au sud-est du pont Hurdman, où l'autoroute 417 traverse la rivière Rideau, la station est localisée à l'intersection de l'avenue Industrial et de la promenade Riverside.  
La station est située à proximité du siège social de Postes Canada et du Lycée Claudel. Elle dessert les complexes d'habitation Riviera, Riversides et Alta Vista, de même que le quartier Riverview,. 
La station, plutôt isolée des environnements bâtis, a pour l'instant davantage une vocation d'échange que de desserte locale. 

## Histoire

### Toponymie
La station est nommée d'après une voie adjacente, le chemin Hurdman, dont le nom rappelle Robert Hurdman, marchand de bois et propriétaire terrien.

### Chronologie

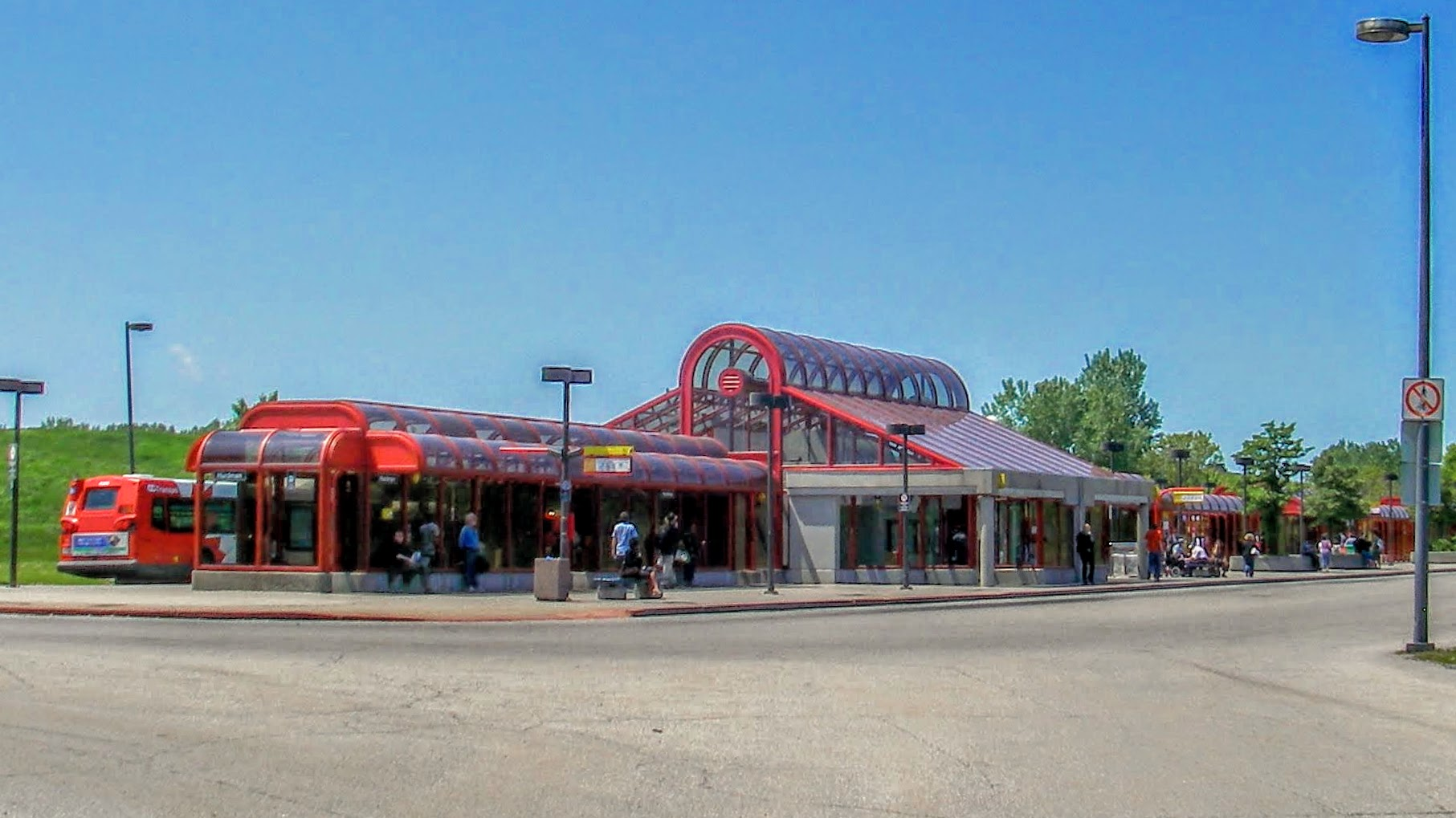
Dès l'inauguration du Transitway, Hurdman joue un rôle structurant dans le réseau.

La station est le terminal Est du réseau originel du Transitway, inauguré en 1983. Jusqu'à sa modification en 2015, la station agit comme point focal dans l'est de la ville, d'où les circuits se séparent vers le sud et l'est de la ville. Voyageur Colonial y établit même un point d'arrêt pour ses liaisons interurbaines. 
Le 23 avril 1987, un camion d'incendie entre en collision à la sortie de la station avec un bus bondé à destination d'Orléans. Un pompier est blessé gravement et une passagère subit des blessures mineures. 
En juin 2015, les voies du Transitway sont fermées afin de procéder aux travaux de construction de la ligne de la Confédération et la modification de la station en gare intermodale. La station est l'un des points chauds de la relance du service avec l'inauguration métro léger en septembre 2019.

## Aménagement

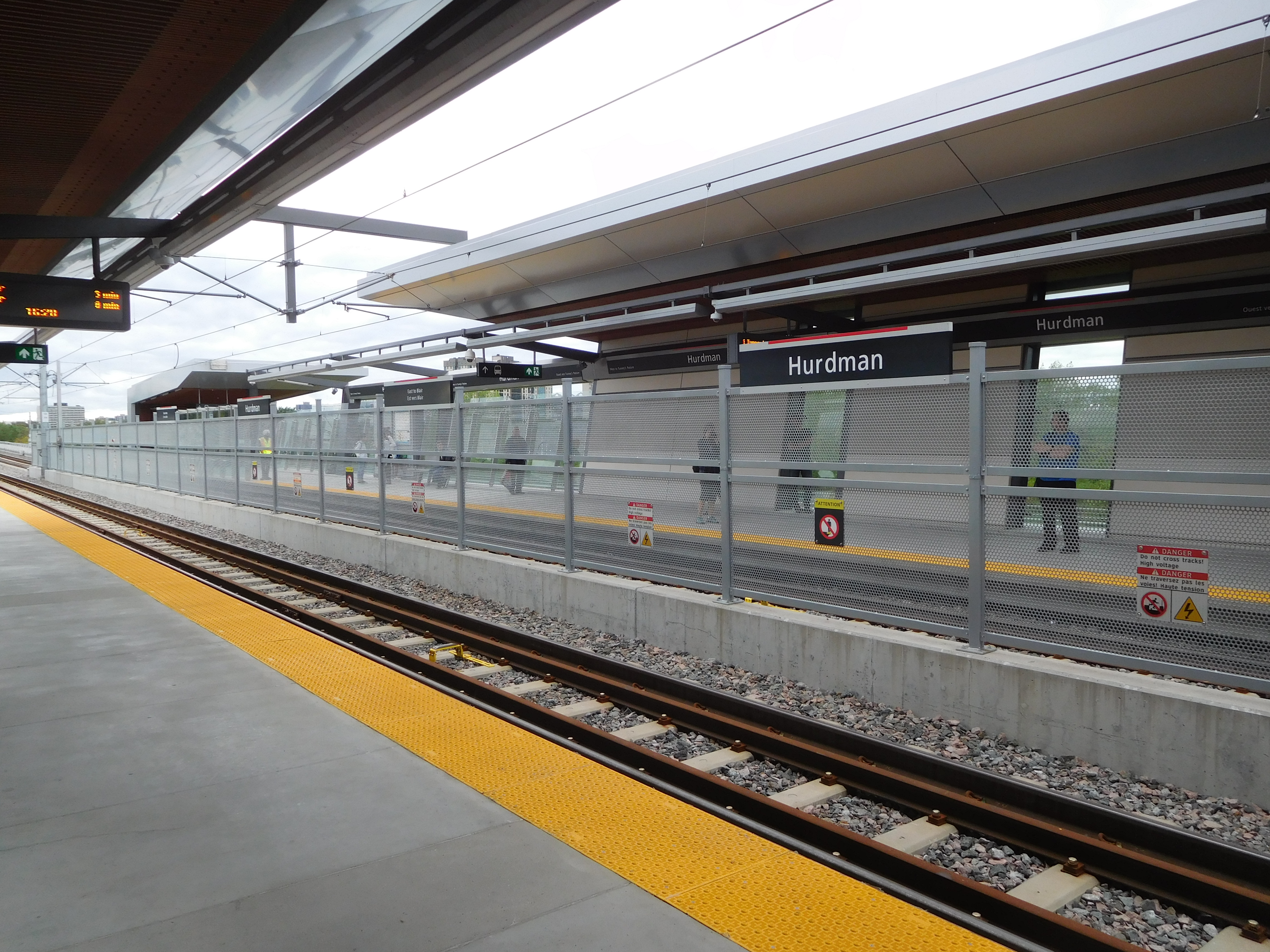
La station est construite à aire ouverte.

Les quais sont situés de part et d'autre de la ligne aérienne de train léger. Au niveau du sol, la salle de contrôle constituée de tourniquets est aménagée dans une salle des pas perdus. Du côté payant des guérites, un accès permet la correspondance intégrée entre l'O-Train et le Transitway. D'autres escaliers à l'extrémité ouest des quais permettent un accès alternatif au terminus d'autobus. 
Les quais du Transitway sont disposés à la queue-leu-leu, le long de l'édicule. 
La station est surconstruite afin d'accommoder une croissance anticipée de l'achalandage. 
Hurdman intègre une œuvre d'art public, Coordinated Movement, réalisée par Jill Anholt. Il s'agit d'une sculpture incurvée suspendue le long de l'accès à la station depuis la promenade Riverside, en face des tourniquets. 